# Svartkloblomfluga
Svartkloblomfluga (Cheilosia psilophthalma) är en tvåvingeart som först beskrevs av Becker 1894.  Svartkloblomfluga ingår i släktet örtblomflugor, och familjen blomflugor.
Artens utbredningsområde är Ungern. Arten är reproducerande i Sverige. Inga underarter finns listade i Catalogue of Life.